# San Pedro de Macorís (provins)
San Pedro de Macorís är en provins i sydöstra Dominikanska republiken, med kust mot Karibiska havet. Provinsen har cirka 337 000. Den administrativa huvudorten är staden San Pedro de Macorís.

## Administrativ indelning
Provinsen är indelad i sex kommuner:
- Consuelo, Guayacanes, Los Llanos, Quisqueya, Ramon Santana, San Pedro de Macorís